# John Clarke (MP)
John Clarke foi um político inglês no início do século XVII.
Clarke nasceu em Londres e viveu em Hurtmore. Mais tarde, ele se mudou para Battle, Sussex. Foi membro do Parlamento de Inglaterra por alguns meses em 1601.